# Paenibacillaceae
Die Paenibacillaceae bilden eine Familie grampositiver Bakterien aus der Ordnung der Bacillales. Sie sind meist stäbchenförmig und bilden in der Regel ovale, aufgeschwollene Endosporen. Die Bakterien sind meist Bodenbewohner und oft durch peritriche Geißeln beweglich.

## Merkmale
Die Vertreter tolerieren Sauerstoff, viele (Brevibacillus, Aneurinibacillus) benötigen zwingend Sauerstoff (obligat aerob), andere Arten dieser Familie, wie z. B. Paenibacillus werden als fakultativ anaerob bezeichnet, sie können auch ohne Sauerstoff existieren. Einige sind mikroaerob, sie tolerieren nur geringe Mengen von Sauerstoff, wie z. B. Thermicanus aegypticus. Bezüglich der Temperatur für das Wachstum ist die Familie recht vielfältig: Thermicanus und Thermobacillus sind, wie der Name schon vermuten lässt, thermophil. Sie zeigen optimales Wachstum bei eher hohen Temperaturen. Bei Thermicanus aegypticus liegen die besten Wachstumsraten bei Temperaturen zwischen 55 und 60 °C. Im Gegenteil dazu ist Paenibacillus antarcticus psychrophil, bevorzugte Temperaturen sind 10 bis 15 °C.

## Ökologie
Die Fixierung von Stickstoff (Diazotrophie) wurde bei verschiedenen Arten von Paenibacillus festgestellt. Bei der Stickstofffixierung wird zunächst elementarer Stickstoff gebunden und in Ammoniak umgewandelt. Elementarer Stickstoff ist für die höheren Lebewesen nicht zugänglich, nur Bakterien sind dazu in der Lage, Stickstoff in das Nahrungsnetz wieder einzufügen. Daher ist die ökologische Bedeutung enorm. So findet man z. B. Paenibacillus brasilensis oft in Assoziation mit Mais lebend. Das Bakterium kommt in der Rhizosphäre der Pflanze vor. Beide beteiligten Organismen profitieren voneinander, die Verbindung ist aber nicht zwingend für das Bakterium, um Stickstoff zu fixieren – es ist auch in der Abwesenheit der Pflanze dazu fähig. Daher handelt es sich nicht um eine Symbiose, sondern um eine Assoziation. Paenibacillus borealis, P. peoriae, P. azotofixans, und P. polymyxa können ebenfalls Stickstoff fixieren.
Die auch als Diazotrophie bezeichnete Fähigkeit ist unter den Bakterien weit verbreitet. Weitere diazotrophe Bakterien sind z. B. Azotobacter der Pseudomonadaceae, Klebsiella (Enterobacteriaceae) und Frankia alni, eine grampositive Art der Actinobacteria.
Einige Arten von Paenibacillus sind giftig für verschiedene Insekten. Paenibacillus larvae subsp. larvae (Synonym Bacillus larvae) verursacht die Amerikanische Faulbrut (AFB) bei Honigbienen. Das der Familie Enterococcaceae angehörige Bakterium Melissococcus plutonius (Synonym Melissococcus pluton) verursacht die Europäische Faulbrut (EFB), eine eher gutartige Bienenkrankheit. In der Brut von EFB befallenen Bienenvölkern wurden auch Paenibacillus alvei und Brevibacillus laterosporus gefunden, welche wahrscheinlich bei der Faulbrut ebenfalls eine gewisse Rolle spielen.
Paenibacillus popilliae ist für die sogenannte Milchkrankheit bei einigen Käferlarven der Familie Scarabaeidae verantwortlich. Paenibacillus popilliae und die Art Paenibacillus lentimorbus sind obligat pathogen. Die Bakterien findet man in der Natur ausschließlich innerhalb der Insekten, die Sporen in nahe liegenden Teilen des Bodens.

## Taxonomie
Die Gattung Paenibacillus wurde durch die Verschiebung verschiedener Arten der Gattung Bacillus gegründet.
Zu der Gattung Bacillus zählen morphologisch und phylogenetisch (was die rRNA-Analysen belegen) sehr diverse Arten, was Neueinteilungen in verschiedenen Arten sinnvoll macht. Innerhalb von Bacillus wurden die verschiedenen Arten aufgrund Untersuchungen der rRNA in mehrere phylogenetische Gruppen unterteilt. Die dritte Gruppe, auch „Bacillus-polymyxa-group“ genannt, wurde im Jahr 1993 von der Gattung Bacillus getrennt und in Paenibacillus polymorpha umbenannt und 2001 in die neue Familie Paenibacillaceae eingeordnet. Weitere Gattungsnamen wie Aneurinibacillus und Brevibacillus wurden durch weiterfolgende Umklassifizierungen von verschiedenen Bacillusarten die Paenibacillus phylogenetisch nahestehen, erschaffen und in die Paenibacillaceae eingeordnet.

## Systematik
Es folgt eine Liste einiger Gattungen dieser Familie:
- Ammoniphilus Zaitsev et al. 1998
- Aneurinibacillus Shida et al. 1996 emend. Heyndrickx et al. 1997
  - Aneurinibacillus humi Lee & Lee
- Brevibacillus Shida et al. 1996
- Cohnella Kampfer et al. 2006
- Gorillibacterium Keita et al. 2017
- Oxalophagus Collins et al. 1994
- Paenibacillus Ash et al. 1994 emend. Shida et al. 1997
  - Paenibacillus polymyxa (Prazmowski 1880) Ash et al. 1994
  - Paenibacillus odorifer Berge et al. 2002
  - Paenibacillus larvae White 1906
- Thermobacillus Touzel et al. 2000
  - Thermobacillus xylanilyticus Touzel et al. 2000
- Xylanibacillus Kukolya et al. 2018

Teilweise werden die Gattungen Ammoniphilus, Aneurinibacillus und Oxalophagus in die sogenannte "Aneurinibacillus-Gruppe" gestellt. Die Gattung Paenibacillus findet man in älterer Literatur auch unter dem Namen "Bacillus-polymyxa-group".